# نیوتوپیا
نیوتوپیا (انگلیسی: Newtopia؛ کره‌ای: 뉴토피아) یک مجموعه تلویزیونی محصول کره جنوبی با بازی پارک جونگ مین و جیسو است. این مجموعه از ۷ فوریه ۲۰۲۵ از کوپانگ پلی پخش شد و برای استریم در آمازون پرایم ویدئو در مناطق منتخب قابل دسترسی است.

## خلاصه داستان
زوجی که اخیراً از هم جدا شده‌اند، تلاش می‌کنند تا بعد از شیوع یک بحران زامبی که تمام کره جنوبی را فرا می‌گیرد، دوباره به هم بپیوندند.

## بازیگران
- پارک جونگ مین در نقش لی جه یون[۲]
- جیسو در نقش کانگ یونگ جو[۲]
- ایم سونگ جه در نقش این هو[۲]
- هونگ سو هی در نقش اوه سو جونگ[۳]
- تانگ جون سانگ در نقش سام سو[۴]
- لی هاک جو در نقش سونگ ته شیک / الکس[۵]
- کیم جون هان در نقش آرون پارک[۶]

## تولید

### توسعه
این مجموعه به کارگردانی یون سونگ هیون است که کارگردانی فیلم زمان شکار (۲۰۲۰) را بر عهده داشته و نویسندگی آن بر عهدهٔ هان جین وون که نویسندگی انگل (۲۰۱۹) و جی هو جین که نویسندگی فروشگاهی برای قاتلان (۲۰۲۴) را انجام داده‌اند، است. این مجموعه به تهیه‌کنندگی باوند انترتینمنت و بیلیِنز پلاس است. نیوتوپیا بر پایهٔ رمان آنفلوانزا اثر نویسنده هان سانگ وون است و اولین مجموعه با ژانر «کِی زامبی» است که در کوپانگ پلی پخش می‌شود.
تولید نیوتوپیا در ۷ اوت ۲۰۲۴ تأیید شد.

### انتخاب بازیگران
در ۳۱ اوت ۲۰۲۳، گزارش شد که جیسو از بلک‌پینک در نظر دارد تا در این مجموعه حضور داشته باشد. در همان روز، اس‌ئی‌ام انترتینمنت کامپنی بیانیه‌ای در رابطه با حضور پارک جونگ مین اعلام کرد و اظهار داشت که «این یکی از کارهایی است که در نظر دارم در آن حضور داشته باشم» و این از طرف پارک تایید نشد.
در ۳ نوامبر ۲۰۲۳، آرتیست کامپنی اعلام کرد که حضور کیم جون هان در این مجموعه را «مثبت در نظر می‌گیرند».
در ۸ آوریل ۲۰۲۴، گزارش شد که حضور هونگ سو هی در این مجموعه تأیید شده است.
در ۱ اوت ۲۰۲۴، کوپانگ پلی انتخاب بازیگران پارک جونگ مین و جیسو را تأیید کرد.